# Trâm hoa sĩ nữ đồ
Trâm hoa sĩ nữ đồ (chữ Hán: 簪花仕女圖 / Tranh thiếu nữ đeo hoa) là một cuộn tranh của tác giả Châu Phưởng. Bức tranh là một tư liệu quý về triều đại cực thịnh về Phật giáo - triều đại nhà Đường tại kinh thành Tây An.

## Kỹ thuật mô tả
Bức họa mô tả cuộc sống thoải mái, hạnh phúc của một triều đại cực thịnh về Phật giáo. 

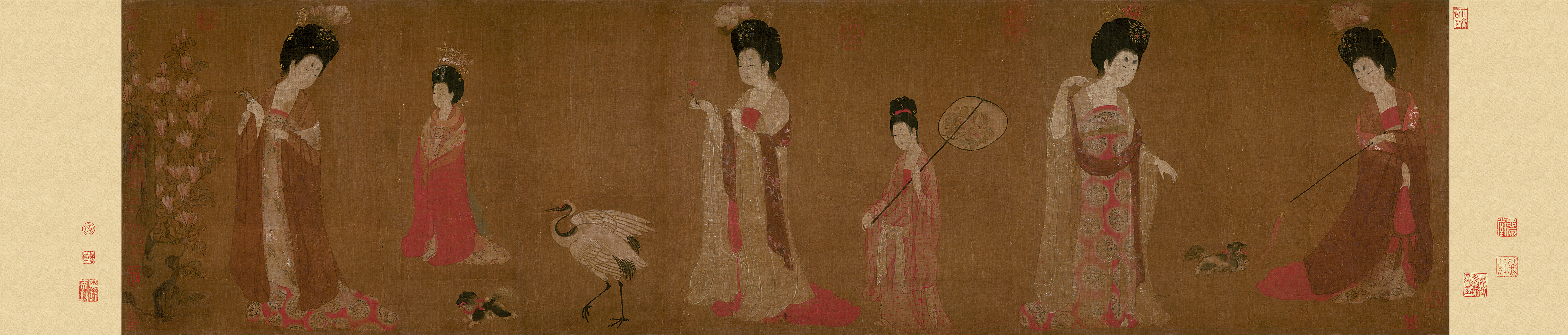
Bức tranh cuộn Thiếu nữ đeo hoa của họa sĩ Châu Phong

Bức tranh này được đặt trên một cuộn, dài 180 cm và rộng 46 cm.
Bức tranh này là một bức tranh đầy màu sắc - giàu truyền thống và rất thực tế bởi phong cách vẽ tốt và quan tâm đến từng chi tiết. Các đường vẽ trên bức tranh này là tốt đẹp và đầy màu sắc, đơn giản và diễn cảm. Các khuôn mặt và bàn tay của những phụ nữ cao quý được diễn tả một cách chính xác, tinh tế và rất ít nét vẽ hoạt hình. Các ngón tay tinh tế - nhanh nhẹn và quần áo của họ thì chảy chuốt và khá rung cảm.

## Tem bưu chính
Năm 1984 - Bưu chính Trung Quốc cho phát hành bộ tem này gồm 3 tem và 1 block - bộ tem ba con là tem chia bức tranh cuộn làm 3 phần - còn block là thu nhỏ của bức tranh cuộn.
Bộ tem này hiện nay đang có giá rất cao  trong dòng tem bưu chính, bộ tem 3 mẫu có giá 15 USD, block có giá 235 USD 